# 238 Hypatia
238 Hypatia este un asteroid din centura principală, descoperit pe 1 iulie 1884, de Viktor Knorre.